# Escola de Música do Ancuri

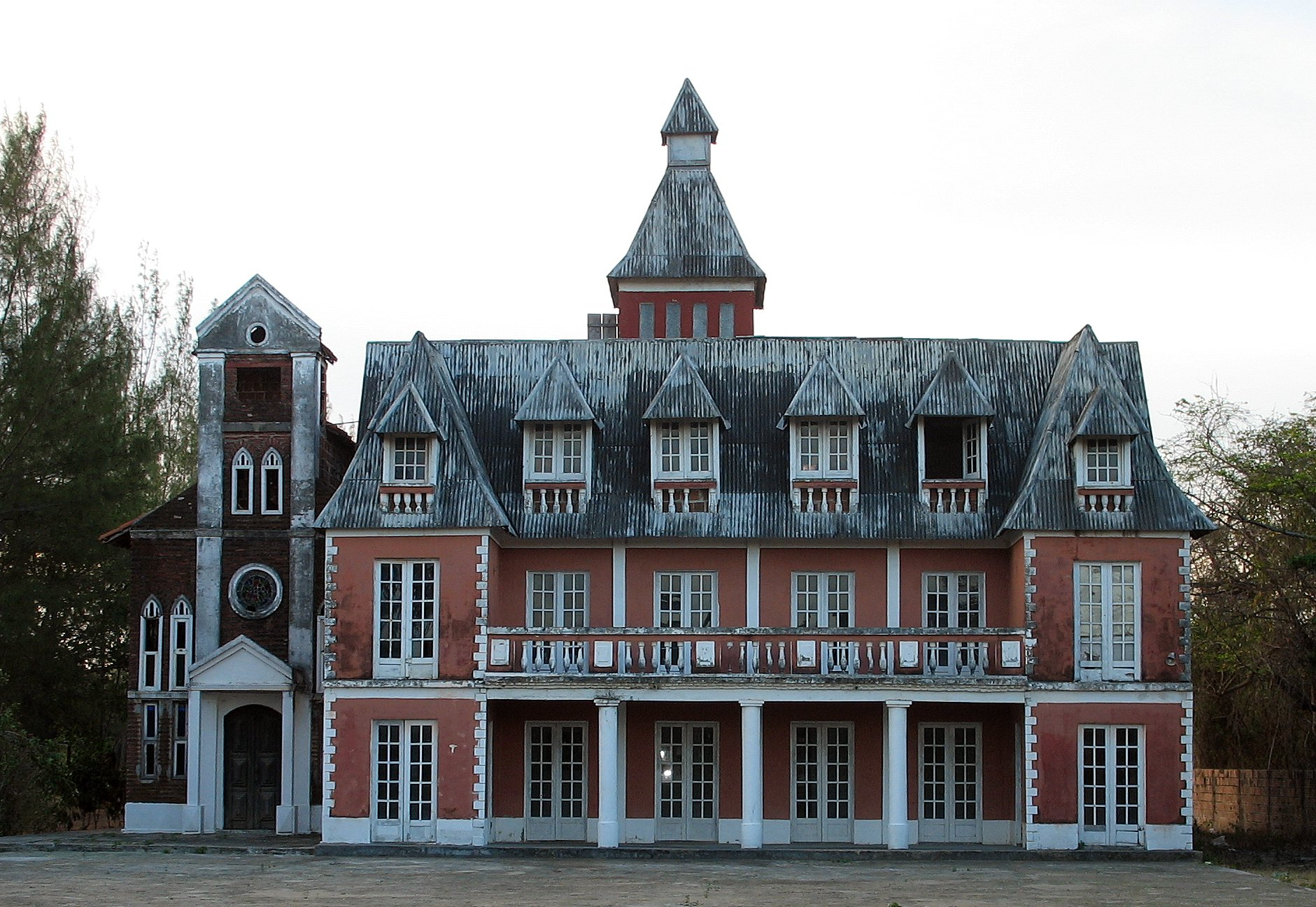

Escola de Música do Ancuri era um conservatório de música localizado na divisa das cidades de Fortaleza e Itaitinga, Brasil. Conhecido popularmente como Castelo de Música do Ancuri, foi construído em Arquitetura Bávara, no ano de 1989, pelo Frei Wilson Fernandes da Silva e já manteve até 260 alunos simultaneamente, além de uma orquestra sinfônica. Fechado em 2005 por falta de verbas, e em 09 de Março de 2023, a Prefeitura Municipal de Itaitinga juntamente com a Secretaria de Cultura de Itaitinga assinaram a Ordem de Serviço para início da reforma do Castelo.Pois o mesmo é um importante equipamento histórico, marca cultural e turística do Município de Itaitinga.